# Liste von Halbleitergehäusen
Halbleiter-Chips von Dioden, Transistoren, Thyristoren, Triacs, ICs sowie auch Laserdioden und Phototransistoren und -dioden benötigen zur Abdichtung gegenüber Umwelteinflüssen, zur weiteren Verarbeitung, zum elektrischen Anschluss und zur Wärmeableitung ein Gehäuse.
Dieser Artikel erfasst vorwiegend die diskreten Bauelemente, die Gehäuse für integrierte Schaltungen werden dagegen unter Chipgehäuse behandelt.
Grundsätzlich unterscheidet man bedrahtete Bauteile (Durchsteckmontage, kurz THT von engl. Through Hole Technology beziehungsweise THD von engl. Through Hole Device) und Bauteilgehäuse für Oberflächenmontage (kurz SMT von engl. Surface Mounted Technology oder SMD von engl. Surface Mounted Device).
SMDs besitzen Anschlussbeine, die nicht durch die Leiterplatte gesteckt, sondern auf der Oberfläche verlötet werden.
Bedeutung der jeweiligen Abkürzungen mit ihren zugehörigen Bezeichnungen:
- DO – diode outline
- TO – transistor outline
- SIP – single inline package
- DIP – dual inline package

Normen:
- JEDEC
- JEITA
- Firmeneigene „Normung“

## Gehäuse für Durchsteckmontage (THT)

### Axial-Gehäuse (zwei Anschlüsse)
Verwendet für Dioden, DIACs:
- DO-35, SC-40, SOD-27, DO-204AH (Glas)
- DO-41 (Plastik; Dioden mit ca. 0,5…2 A)
  - DO-41 von Renesas = Glasgehäuse
- SOD-57 (Glas; Dioden mit ca. 1 A)
- DO-15 (1,5…2 A)
- DO-201AD (Plastik; Dioden mit ca. 3…5 A)
- DO-201AE (Plastik; häufig für Suppressordioden für Ppp = 1500 W oder Z-Dioden mit Ptot = 5 W)
- P-6, R-6, P600, DO-204AR (Plastik; Dioden mit ca. 6…8 A)
- DO-1 (Metallgehäuse mit integr. Kühlrippen) (Semikron)

### Runde Metallgehäuse, Anschlüsse an einer Seite
Bis in die 1980er Jahre allgemein üblich, seitdem nur noch selten verwendet. Heute übliche Anwendung sind unter anderem Photodioden, pyroelektrische Sensoren, Laserdioden.

TO-18

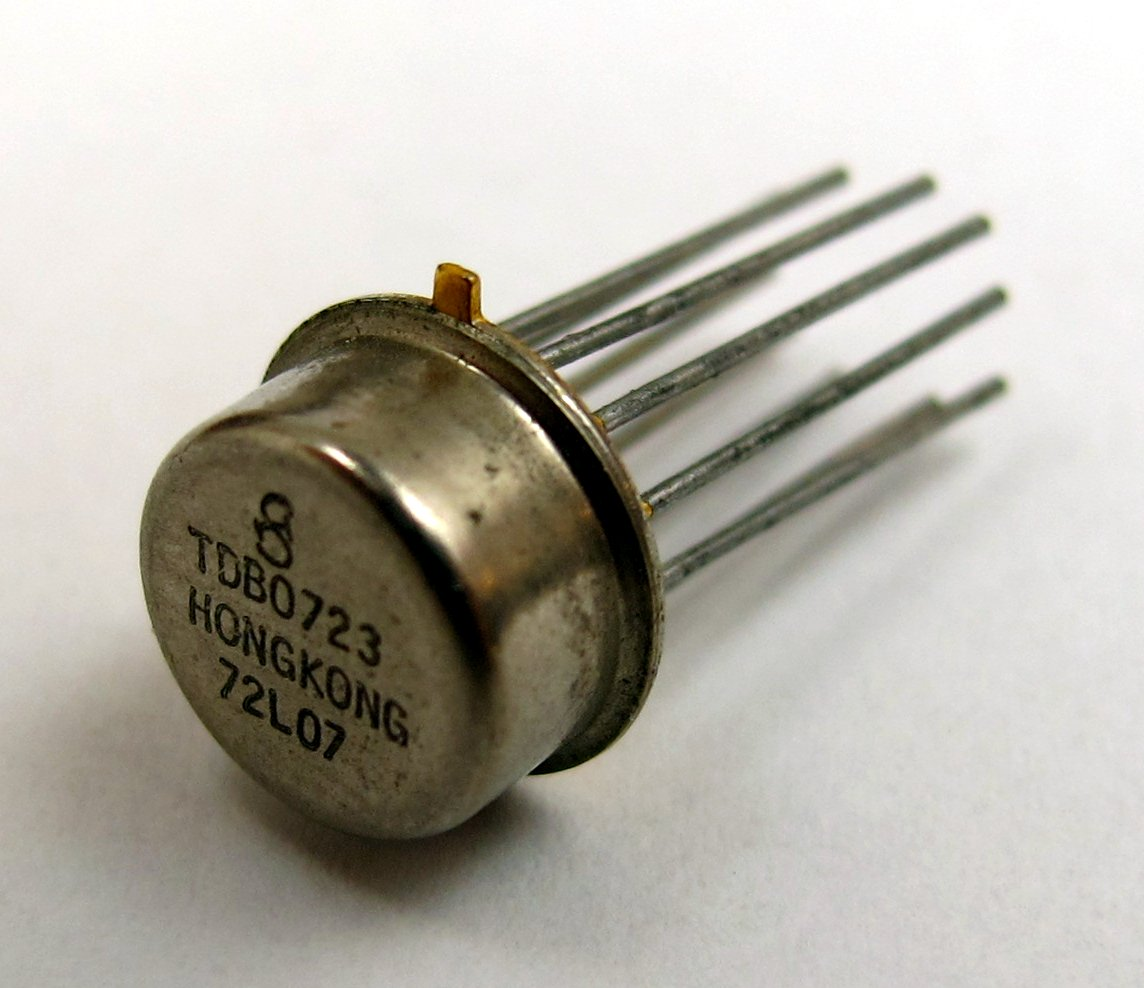
TO-78 mit 8 Pins

TO-3 / TO-204

- TO-3, TO-204: zwei Drahtanschlüsse, Metallgehäuse bildet dritten Anschluss. Leistungstransistoren, z. B. 2N3055
- TO-5, TO-5AA
- TO-8
- TO-9
- TO-18: drei Drahtanschlüsse; Kleinsignaltransistoren, z. B. BC 107-Reihe
- TO-39: drei Drahtanschlüsse; Kleinleistungstransistoren, z. B. BC 141-Reihe
- TO-46
  - H02A = TO-46 mit 2 Drahtanschlüssen (National)
  - H03H = TO-46 mit 3 Drahtanschlüssen (National)
  - H04D = TO-46 mit 4 Drahtanschlüssen (National)
- TO-66, verkleinertes TO-3: zwei Drahtanschlüsse, Metallgehäuse bildet dritten Anschluss. Leistungstransistoren, z. B. 2N3054
- TO-72 = TO-18 mit vier Drahtanschlüssen
- TO-71 = TO-18 mit sechs Drahtanschlüssen
  - H06C = TO-5 mit 6 Drahtanschlüssen (National)
  - H08C = TO-5 mit 8 Drahtanschlüssen (National)
  - H10C = TO-5 mit 6…10 Drahtanschlüssen (National)
- TO-77 = TO-39 mit sechs Drahtanschlüssen
- TO-78 mit sechs oder acht Drahtanschlüssen

### Eckige Metallgehäuse (ähnlich TO-220 und TO-247)
- TO-257 = ähnlich TO-220AB, jedoch Metallgehäuse
- TO-254 = ähnlich TO-220AB, jedoch Metallgehäuse
- TO-258 = ähnlich TO-218, jedoch Metallgehäuse
- TO-259
- TO-267 = ähnlich TO-218, jedoch Metallgehäuse

### Metallgehäuse mit Gewindebolzen
Werden für Dioden, Thyristoren, Transistoren verwendet; der Gewindebolzen dient zugleich als elektrischer Anschluss und zur Montage auf einer Wärmesenke.
- DO-4 (2-polig)
- DO-5 (2-polig)
- DO-8 (2-polig)
- DO-9 (2-polig)
- DO-203AA (2-polig; Gewinde M6)
- DO-203AB (2-polig; Gewinde M8)
- DO-205AB (2-polig; Gewinde M16)
- DO-205AC (2-polig; Gewinde M12)
- SO-32A, SO-32B (2-polig; Gewinde M8)
- TO-63 (3-polig)
- TO-114 (3-polig)
- TO-208AA, TO-48 (3-polig; Gewinde M6)
- TO-208AB, TO-64 (3-polig; Gewinde M5)
- TO-208AC, TO-65 (3-polig; Gewinde M8)
- TO-209, TO-94 (3-polig; Gewinde M12)
- TO-209, TO-93 (3-polig; Gewinde M16)
- TO-209AA (3-polig)
- TO-209AB (3-polig)
- TO-209AC (3-polig)
- TO-209AC, TO-118 (3-polig; Gewinde M24)
- TO-59 (3-polig)
- TO-60 (3-polig)
- TO-61 (3-polig)
- TO-63 (3-polig)
- TO-65 (3-polig)
- TO-83 (3-polig)
- TO-93 (3-polig)
- TO-94 (3-polig)

### Kapselförmige Gehäuse(capsule)oderPuck-Gehäuse
- TO-200AB (3-polig; D × h = 41,5 × 14 mm)
- TO-200AC (3-polig; D × h = 58 × 26 mm)
- TO-200AD (3-polig; D × h = 73 × 26 mm)
- TO-200AF (3-polig; D × h = 111 × 37 mm)

### Metallgehäuse zum Einpressen
Einpressdioden und -thyristoren besitzen ein zylindrisches, geriffeltes Gehäuse aus Kupfer mit einem Kragen; sie werden in Kühlkörper eingepresst.

### Kunststoffgehäuse mit und ohne Kühlfahne

TO-92 / SC-43

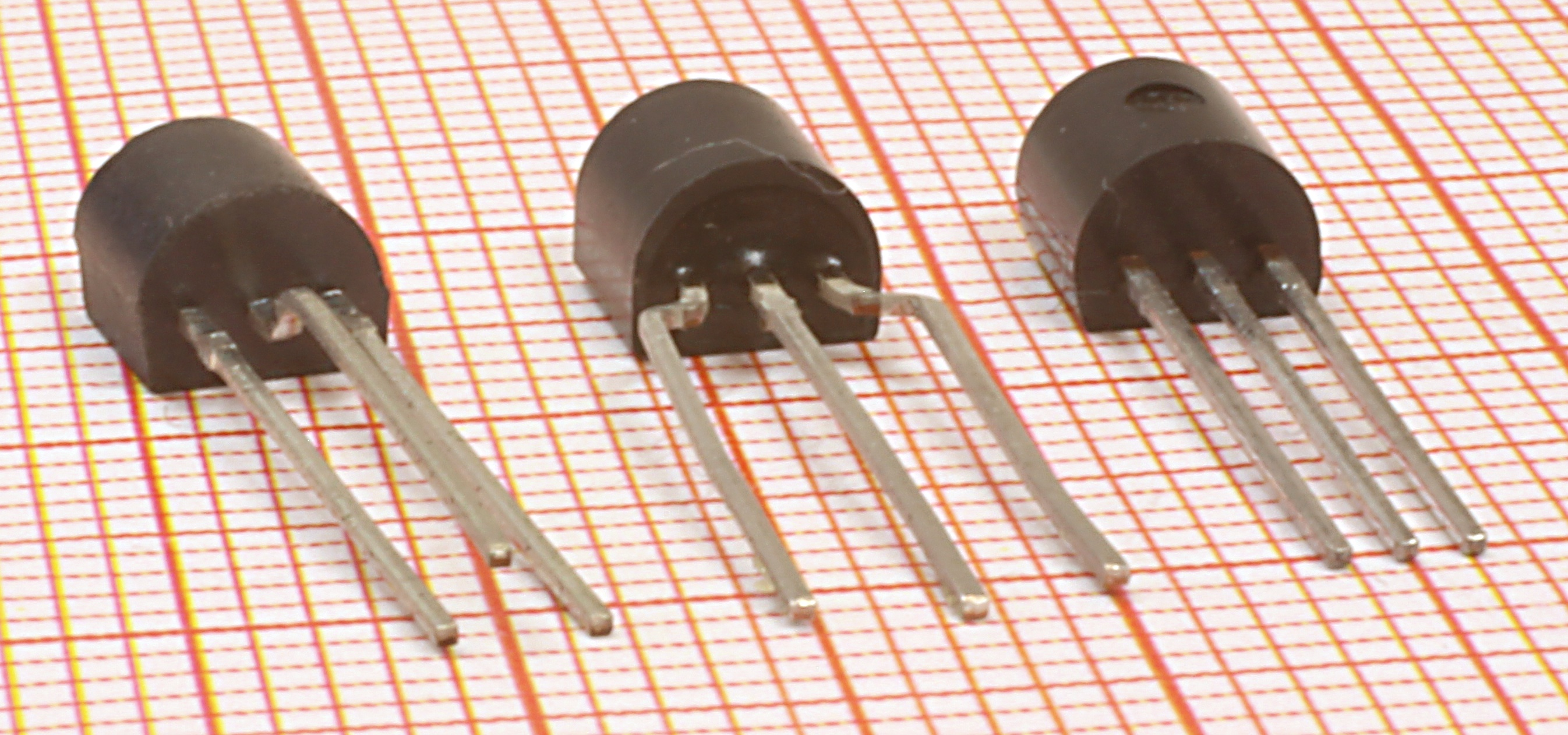
TO-92 Varianten: leads on circle/molded/JEDEC TO-92-18R, wide pitch/In Line/molded, straight lead/JEDEC TO-92

TO-226 / SC-51

TO-220AB

TO-247AC

TO-218 / TOP-3

TO-264 / TO-3PBL / TO-3PL / SOT430 / TO-247-JUMBO / TOP3L

(für Dioden, Transistoren, Thyristoren, Triacs):
- TO-92, SC-43, RD-26, NP (Sanyo)
  - TO-92HS = TO-92 mit Kühlflansch
  - E-Line = ähnlich TO-92 (Zetex)
  - Miniplast = ähnlich TO-92 und E-line (Kombinat Mikroelektronik Erfurt)
  - MINI = ähnlich TO-92 (Toshiba)
  - SST = ähnlich TO-92 (NEC)
  - TO-226, TO-226AA, SC-51, TO-92 Mod, TO-92L, LSTM (Toshiba), MP (Sanyo) = längere Version von TO-92
  - TO-92S, TO-92M
- TO98
- TO-126, TO-225AA
  - TO-126 vollisoliert
- TO-251, IPAK, PW-MOLD, PW-MOLD2 (Toshiba), DPAK(L)
- TO-220
  - TO-220AB, SOT78 (3 Pins)
  - TO-220AC, SOD59 (2 Pins)
  - TO-220-4 (4 Pins)
  - TO-220-5 (5 Pins)
  - vollisolierte Version von TO-220AB (JEITA: SC-67)
    - TO-220F (Fairchild, Sanken, Fuji Electric)
    - TO-220FP (ST Microelectronics)
    - TO-220 FULLPACK (ON Semiconductor, International Rectifier)
    - SOT186A (Philips, NXP)
    - TO-220ML (Sanyo)
    - TO-220FI(LS) (Sanyo)
    - FTO-220 (Shindengen)
    - SC-67 (Toshiba)
    - TO-220SIS (Toshiba)
    - TO-220F15 (Fuji Electric)
    - MP-45F (NEC)
    - ISOWATT 220AB
    - TO-220NIS
    - TO-220IS
    - TO-220CFM

  - vollisolierte Sonderbauformen von TO-220
    - ISOPLUS 220LV (IXYS)
    - ITO-220 (Shindengen)
    - SC-87

  - vollisolierte Version von TO-220AC, SOD100, ISOWATT 220AC
  - TO-220IS-4 (4 Pins)
  - TO-220IS-5 (5 Pins)
- TO-202-1 = ähnlich TO-220AB
- TO-202-3 = ähnlich I2PAK
- TO-262, I2PAK, TO-220FL, LDPAK(L) (Renesas)
- TO-237
- TO-218 (mit 2 oder 3 Pins)
- TOP-3 (fast gleich mit TO-218, aber nicht zu verwechseln mit TO-3P)
- TO-3P, TO-3P(N)   Achtung: TO-3P von Microsemi = TO-247 mit 2 Pins; TO-3P von Master Instrument Corp. (MiC) = TO-247AC

Beim TO-3P-Gehäuse gibt es zwei verschiedene Bauweisen, die sich durch den Abstand der Pins zur Rückseite (1,4 mm oder 2,7 mm) unterscheiden.
- - TO-3PF (vollisoliert), TO-3P(N)IS (Toshiba), TO-3PFM (Renesas)
- TO-3PF von Fairchild (nicht vergleichbar mit anderen TO-3PF)
  - ISOWATT 218 (ST), TO-3P(H)IS (KEC)
- TO-247, TO-247AC, SOT429
- TO-247FULLPACK, SOT199
- Power TO-247, TO-247PLUS: Wie TO-247, nur ohne Befestigungsloch und daher mit größerer Oberfläche zum Kühlkörper und niedrigeren Wärmewiderstand.
- TO-264, TO-3PBL, TO-3PL, SOT430, TO-247-JUMBO, TOP3L, TO-3P(L)
- Plus TO-264 und ähnliche: Wie TO-264, nur ohne Befestigungsloch und daher mit größerer Oberfläche zum Kühlkörper und niedrigeren Wärmewiderstand.

### Gehäuse zur Flanschbefestigung
Verwendet für große Verlustleistungen, seitliche Löcher zur Schraubbefestigung, Löt-, Steck- oder Schraub-Anschlüsse nach oben. Die wärmeableitende Bodenplatte ist isoliert, die Befestigung dient nicht zugleich als elektrischer Anschluss.
- SOT-227, ISOTOP
- RD-91, z. B. Triacs der BTA-Serie (STMicroelectronics)
- Sondergehäuse div. Hersteller (z. B. von Semikron)

### Kunststoffgehäuse fürGleichrichter
- GBU
- KBU
- Dual in-line package (DIL, auch DIP) – Pins stehen in 2 Reihen
  - DF-M (Fagor; Form einen 6-pol. DIL-Gehäuses, jedoch mit 4 Pins)
- Einreihige Pin-Anordnung (SIL von engl. Single in Line)
  - Rastermaß 4 mm (Fagor)
  - Rastermaß 5 mm (Fagor)
- Runde Gehäuse
  - Durchmesser 9,5 mm (C800-, C1000-, C1500-Typen; für ca. 0,8…1,5 A) (Fagor)
- Eckige Gehäuse mit zentralem Loch für M5-Schraube
  - 28,6 × 28,6 × 7,6 mm mit THT-Pins (Drähten) oder Flachsteckern (für 10…35 A; Fagor & Semikron)

### DIL-Kunststoffgehäuse mit mehr als vier Pins

DIL-14

- DIL
  - CERDIP (Keramikgehäuse)
  - TO-116 = 14-poliges DIP

## Gehäuse für Oberflächenmontage (SMD)
- - Zylinderform, Glas, Anschlüsse = Endkappen:
    - MicroMELF, LS-31
    - MiniMELF, SOD-80, SOD-80C, LL-34
    - MELF, DO-213AB, LL-41

- - Zwei Anschlüsse, Kunststoff:
    - DO-214AC, SMA
    - DO-214AA, SMB
    - DO-214AB, SMC
    - SOD-123
    - SOD-323
    - SOD-523

- - Drei bzw. vier Pins:
    - SC-75, SSM (Toshiba)

SOT-23

TO-263 (D2PAK) mit 4 Pins

TO-263 (D2PAK) mit 3 Pins

    - SOT-23, TO-236, SC-59, S-MINI (Toshiba), MPAK (Renesas), CP (Sanyo), Mini3-G1 (Panasonic)
      - SOT23-5
      - SOT23-6

    - SOT-89, SC-62, UPAK (Renesas), PW-Mini (Toshiba), MPT3 (Rohm), PCP (Sanyo), Mini3P-F2 (Panasonic)
    - SOT-223
    - SOT-323, SC-70, USM (Toshiba)
    - TO-252, DPAK, SC-63, DPAK(S) (Renesas)
    - TO-263, D2PAK, SC-83, TO-220SM, LDPAK(S) (Renesas), SMD-220, SOT-404

- - Vier oder mehr Pins:
    - SO, SOIC, SOP
    - MSOP 2-fach achsensymmetrisches IC-Gehäuse; 0,65 mm Beinabstand (Pitch) (JEDEC Spezifikation MO-187-AA)
    - PSOP 2-fach achsensymmetrisches IC-Gehäuse mit zentralem Masse- / Wärmekontakt; 1,27 mm Pitch (National)
    - SSOP
    - TSSOP
    - LFPAK, SC-100

## Gleichrichter
- MBS (Fagor)